# 블래스트 (영화)
《블래스트》(영어: Blast from the Past)는 1999년에 개봉한 미국의 로맨틱 코미디 SF 모험 영화이다. 휴 윌슨이 감독, 공동 각본을 맡았고, 브렌던 프레이저, 얼리샤 실버스톤, 크리스토퍼 워컨, 시시 스페이섹, 데이브 폴리 등이 출연하였다.
평단으로부터 대체로 엇갈린 평가를 받았다.

## 줄거리
1962년 과학자 캘빈은 소련과의 핵전쟁이 임박했다고 판단하고 집 마당 지하에 낙진 대피소를 짓는다. 쿠바 미사일 위기가 터지자 캘빈은 임신한 아내 헬렌을 데리고 대피소에 들어간다. 마침 노스아메리칸 F-86 세이버가 기기 결함으로 집에 추락하자 캘빈은 올 것이 왔다고 착각하고 시한 장치를 35년으로 설정해 가동시킨다. 대피소 안에서 태어난 애덤은 캘빈으로부터 각종 교육을 받는다.
1997년 대피소가 열리지만 캘빈은 게토화된 동네를 핵전쟁 이후 종말 상태로 착각해 계속 지하에 머물 것을 고집한다. 그러나 물자가 떨어지고 캘빈이 앓게 되면서 애덤이 물자를 구해오는 임무를 맡아 처음으로 세상에 나가게 된다. 애덤은 핵전쟁은 일어나지 않았고 소련은 평화롭게 해체되었으며 냉전이 끝났다는 걸 알게 되는 한편 아름다운 이브를 만난다.

## 출연진
- 브렌던 프레이저 - 애덤 웨버 역
  - 더글러스 스미스 - 애덤 웨버 (11살) 역
- 얼리샤 실버스톤 - 이브 루스티코프 역
- 크리스토퍼 워컨 - 캘빈 웨버 역
- 시시 스페이섹 - 헬렌 웨버 역
- 데이브 폴리 - 트로이 역: 이브의 게이 하우스메이트.
- 조이 슬로트닉 - "주교" 멜커 역: 소다 가게 점원.
- 데일 라울 - 엄마 역
- 렉스 린 - 데이브 역
- 네이선 필리언 - 클리프 역: 이브의 전 남자친구.
- 제니퍼 루이스 - 니나 에런 의사 역: 정신과의.
- 휴 윌슨 - 레비 역
- 신시아 메이스 - 베티 역
- 해리 S. 머피 - 밥 역
- 카먼 모레이 - 소피 역
- 소니아 에디 - 우편 배달원 역

## 우리말 녹음
SBS 성우진 (2006년 4월 2일)
- 정승욱 - 애덤(브렌던 프레이저)
- 우정신 - 이브(얼리샤 실버스톤)
- 김정호 - 캘빈(크리스토퍼 워컨)
- 김정희 - 헬렌(시시 스페이섹)
- 정훈석 - 트로이(데이브 폴리)
- 이윤선
- 정옥주
- 안장혁
- 사성웅
- 이현주